# Julius Friedrich August Harding
Julius Friedrich August Harding (* 1. Januar 1759 in Lauenburg/Elbe; † 27. August 1823 in Clausthal) war ein deutscher lutherischer Theologe und Generalsuperintendent der Generaldiözese Grubenhagen und auf dem Harz.

## Leben
Harding war ein Sohn des Pastors Carl Ludwig Harding (1716–1793). Er studierte von 1777 bis 1780 Theologie an der Universität Göttingen und wurde 1784 Pastor in Haimar, 1789 in Bissendorf, 1804 Pastor und Superintendent in Zellerfeld und 1808 Pastor der ersten Pfarrstelle in Clausthal und Generalsuperintendent der Generaldiözese Grubenhagen und auf dem Harz. Der Astronom Karl Ludwig Harding war ein jüngerer Bruder.